# اولاد بوجمعة (تموشنت)
أولاد بوجمعة هي إحدى بلديات ولاية عين تموشنت الجزائرية.